# Élection présidentielle américaine de 1828 en Alabama
L'élection présidentielle américaine de 1828 en Alabama se déroule du 28 octobre au 2 décembre 1828, dans le cadre de l'élection présidentielle de 1828. Elle voit la victoire écrasante d'Andrew Jackson sur le président sortant John Quincy Adams.

## Résultats
| Candidats         | Candidats             | Candidats                  | Grands électeurs | Vote populaire | Vote populaire |
| À la présidence   | À la vice-présidence  | Parti                      | Grands électeurs | Voix           | %              |
| ----------------- | --------------------- | -------------------------- | ---------------- | -------------- | -------------- |
| Andrew Jackson    | John Caldwell Calhoun | Parti démocrate            | 5                | 16 736         | 89,89          |
| John Quincy Adams | Richard Rush          | Parti national-républicain | 0                | 1 878          | 10,09          |
| Write-in          |                       |                            | 0                | 4              | 0,02           |